# Esagono di Saturno

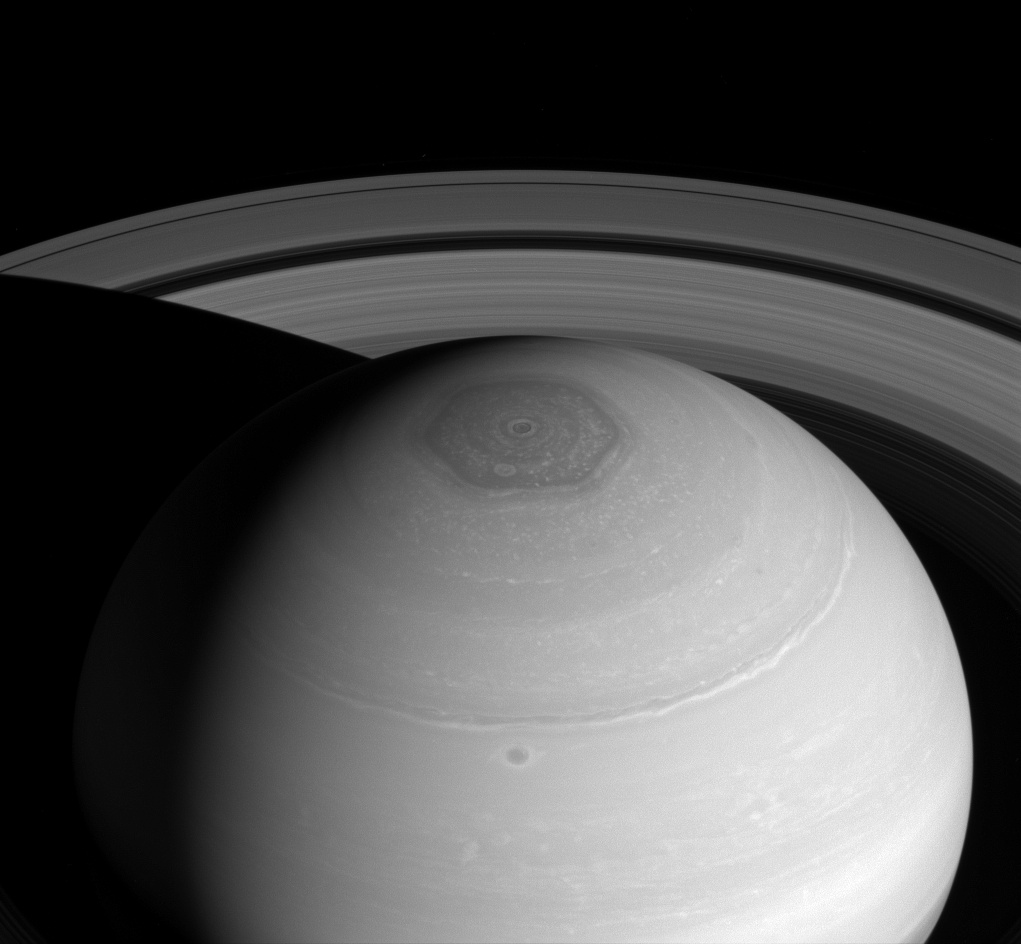
L'emisfero nord di Saturno ripreso il 2 aprile del 2014 dalla sonda spaziale Cassini, si nota bene la conformazione nuvolosa esagonale al polo.

L'esagono di Saturno è una particolare conformazione nuvolosa di forma esagonale persistente al polo nord di Saturno, sito a circa 78°N.

## Descrizione

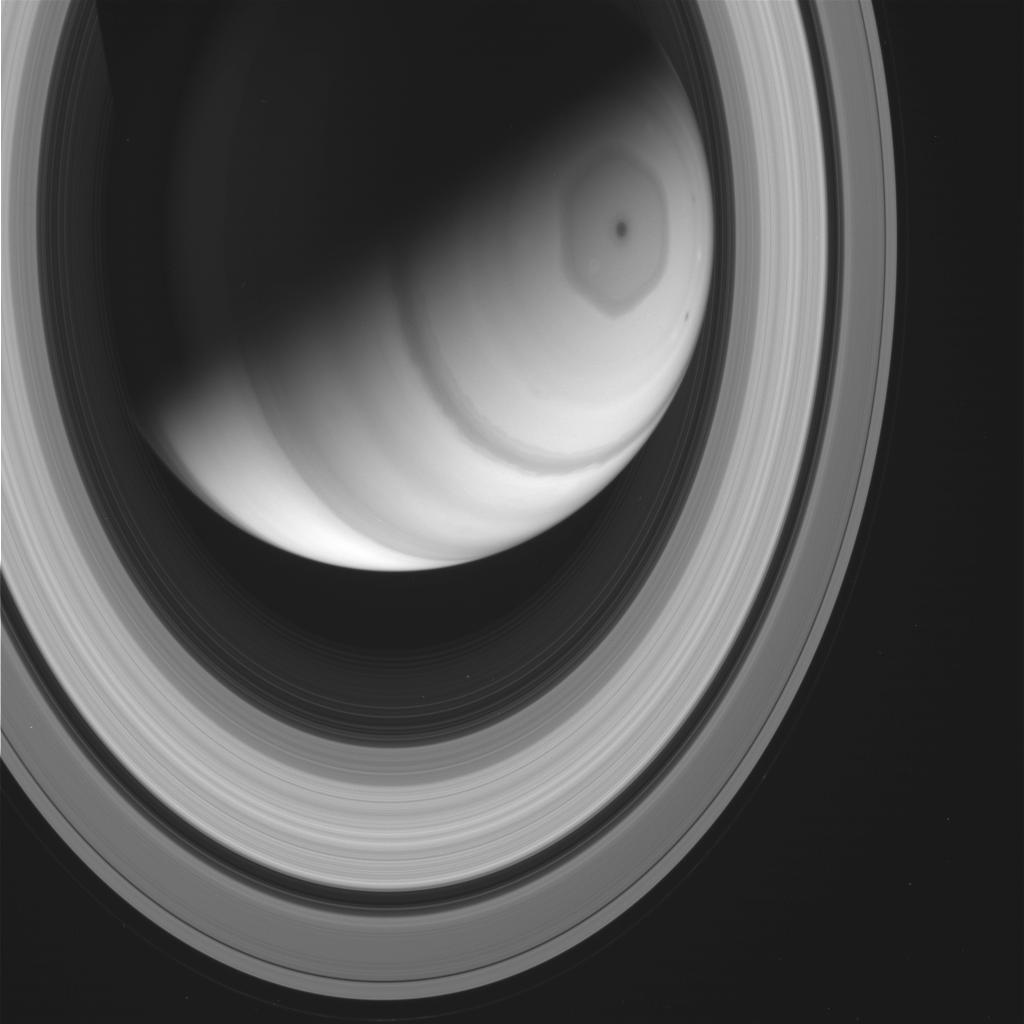
Il polo nord di Saturno ripreso il 22 marzo del 2014 da Cassini.

Ogni lato dell'esagono misura circa 13840 km (8600 mi), 1.098 km (682 mi) più grande del diametro del pianeta Terra.
La conformazione nuvolosa ruota intorno al vortice centrale del polo nord di Saturno con un periodo di 10h 39min 24s, lo stesso periodo dell'emissione radio interna del pianeta e non si sposta longitudinalmente lungo il pianeta, come le altre nuvole dell'atmosfera visibile, ma rimane, al contrario, piuttosto stabile.
Anche il polo sud di Saturno possiede un grosso vortice nel suo centro, ma, al contrario di quel che succede al polo nord, come riportato dal telescopio spaziale Hubble, non possiede alcun tipo di particolare o persistente conformazione nuvolosa, tantomeno di forma esagonale.

## Storia della scoperta

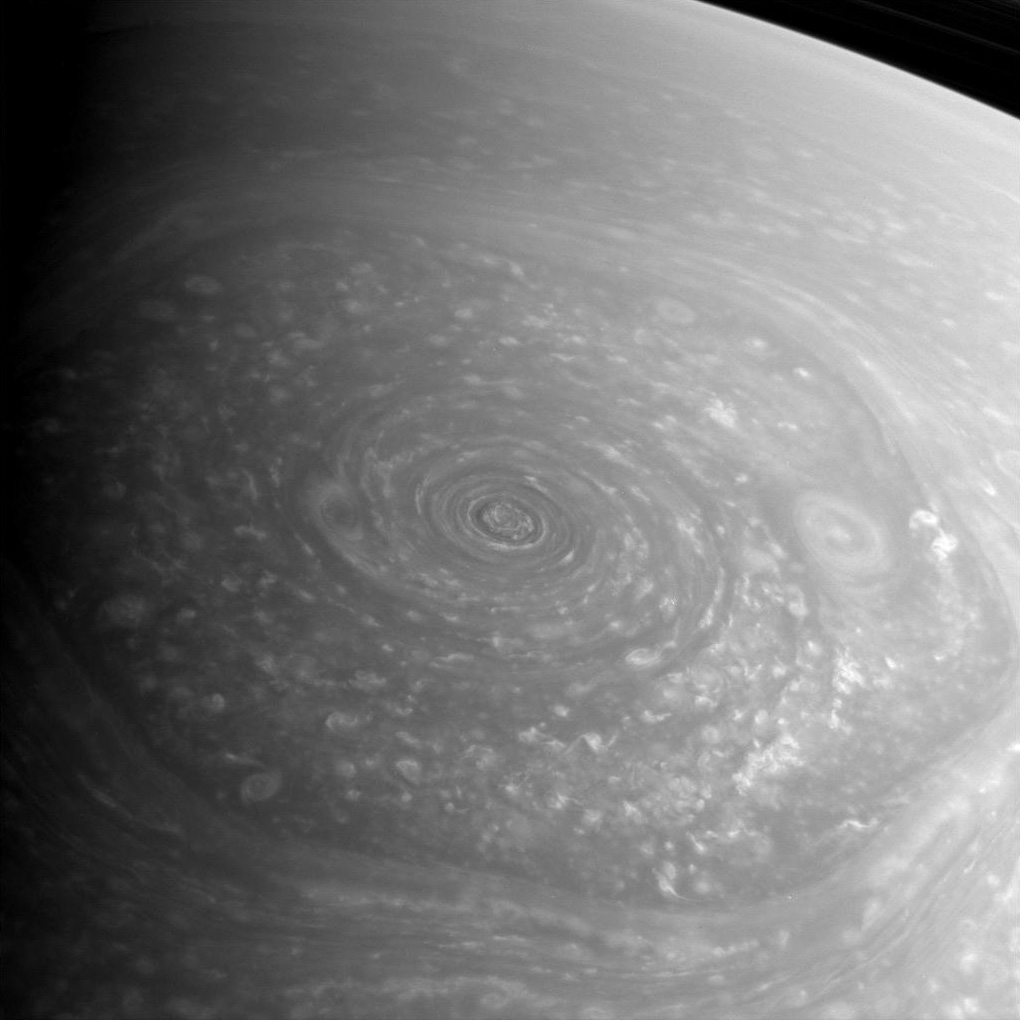
L'esagono al polo nord di Saturno in un'altra immagine presa da Cassini.

Animazione a raggi infrarossi dell'esagono di Saturno.

Questa particolare distorsione nuvolosa del pianeta venne osservata per la prima volta nell'ambito del programma spaziale Voyager, in particolare dalla sonda interplanetaria Voyager 1, nel 1981.
La vera missione però ad essere incaricata di approfondire la questione è stata la Cassini-Huygens, che, nel 2006, grazie all'orbiter Cassini, poté riprendere immagini di qualità molto maggiore rispetto alla missione precedente, nonostante la sola possibilità di usare la radiazione infrarossa, condizione durata fino al gennaio 2009, momento in cui il polo nord del pianeta è passato alla luce del Sole. Cassini è riuscita a riprendere immagini davvero spettacolari di questa perturbazione proprio grazie alla sua natura di satellite in quanto si muove alla stessa velocità di Saturno dentro la sua orbita, in accordo coi movimenti dell'esagono.
Dopo la sua scoperta, e dopo che il polo nord del pianeta è tornato alla luce del Sole, astrofili di tutto il mondo sono riusciti ad ottenere immagini che mostrano l'esagono di Saturno dalla Terra.

## Ipotesi sulla natura dell'esagono

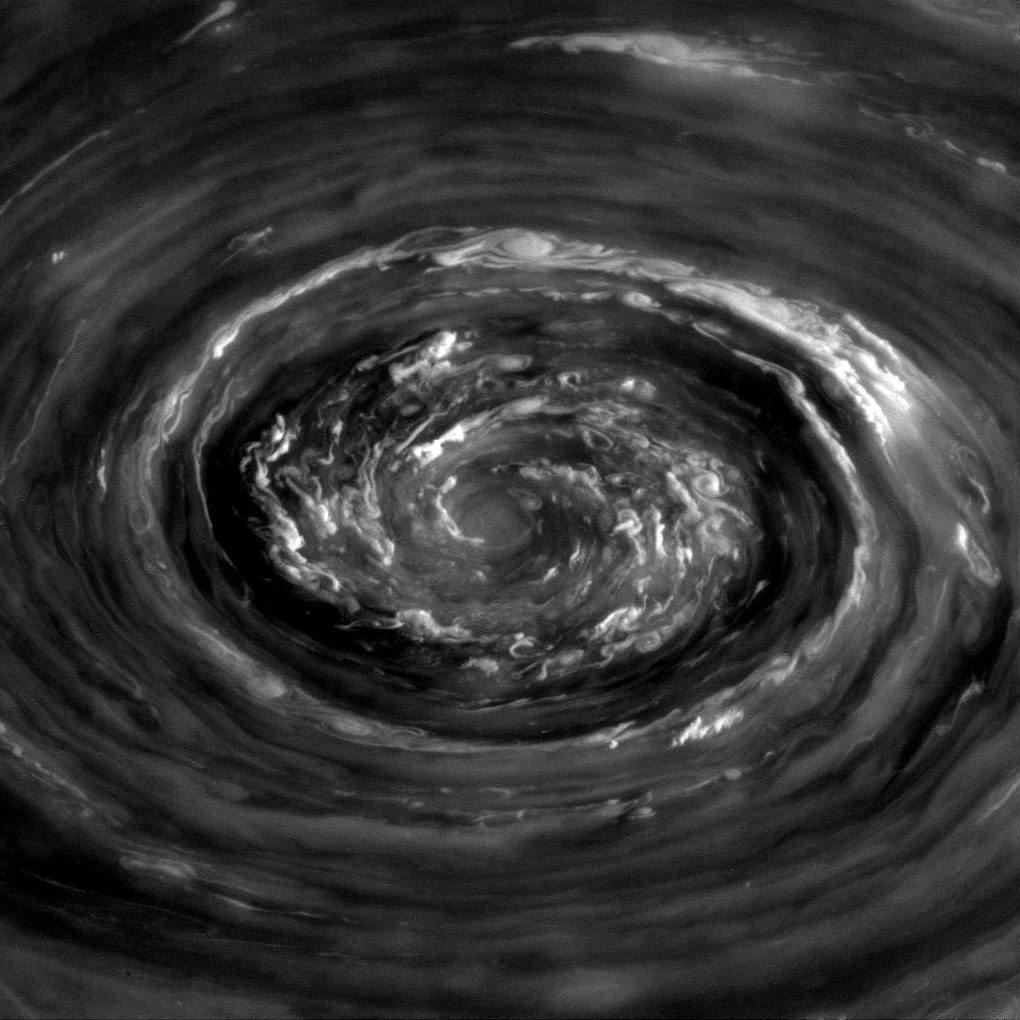
Vista ravvicinata del vortice al polo nord di Saturno, sempre presa dalla sonda satellitare Cassini.

Nonostante la comunità scientifica internazionale non si sia mai pronunciata con sicurezza al riguardo, la tesi più accreditata, per ora, volta a spiegare la natura dell'origine dell'esagono di Saturno, sviluppata presso l'Università di Oxford, spiega la forma esagonale della nube con la presenza di un gradiente latitudinale molto elevato nella velocità dei venti atmosferici dell'atmosfera di Saturno.

Time-lapse del moto vorticoso del polo nord di Saturno visto da Cassini il 10 novembre 2006.

Forme regolari simili a quella di Saturno, per la maggior parte esagoni ma anche triangoli ed ottagoni, sono state ricreate in laboratorio con un esperimento dove in una vasca circolare del liquido libero viene ruotato a diverse velocità nel suo centro e nella sua periferia: le figure finiscono col formare un regime turbolento tra i due diversi corpi fluidi, ormai separati poiché rotanti a velocità differenti, che determina anche la creazione del vortice centrale, proprio come per l'esagono del pianeta con gli anelli. I poligoni non si formano a meno che i parametri differenziali di velocità e viscosità del materiale non rientrino entro certi margini, non possono essere quindi presenti in altri luoghi che si pensavano papabili, come i poli di Giove o lo stesso polo sud di Saturno.

## Nella cultura di massa
Nel 2015 il solista britannico Paul Weller gli ha dedicato un album: Saturns Pattern.

## Galleria d'immagini

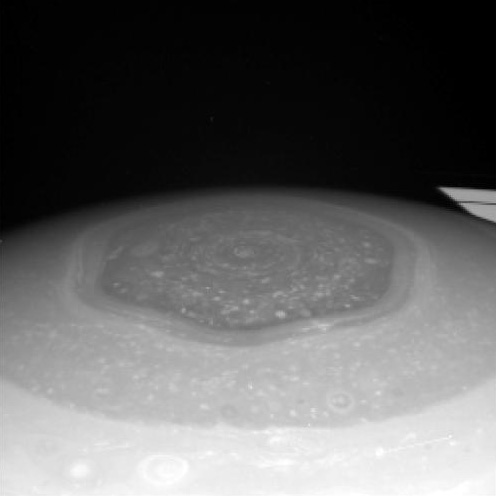
Vista da circa 630.000 km a 938 nm (nel vicino infrarosso).
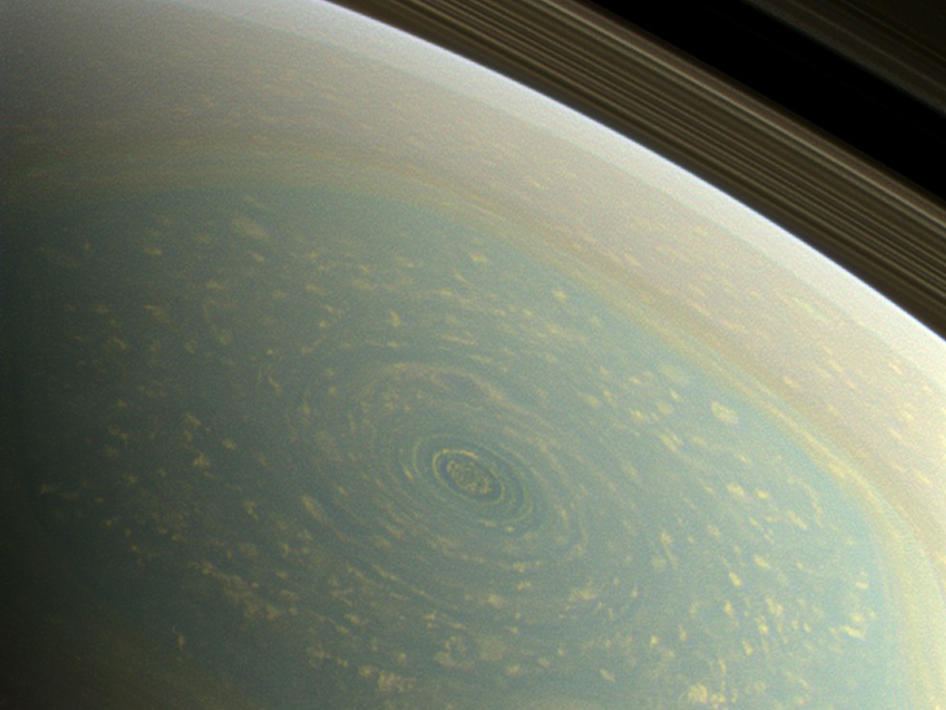
L'esagono, colorizzato, nel 2013.
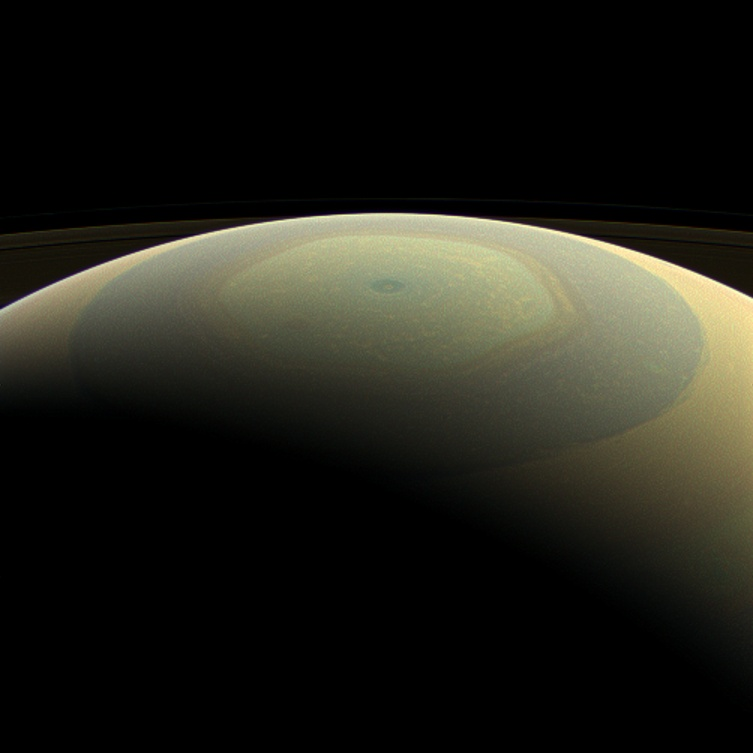
"Il polo nord di Saturno", coi reali colori, nel 2013[13].
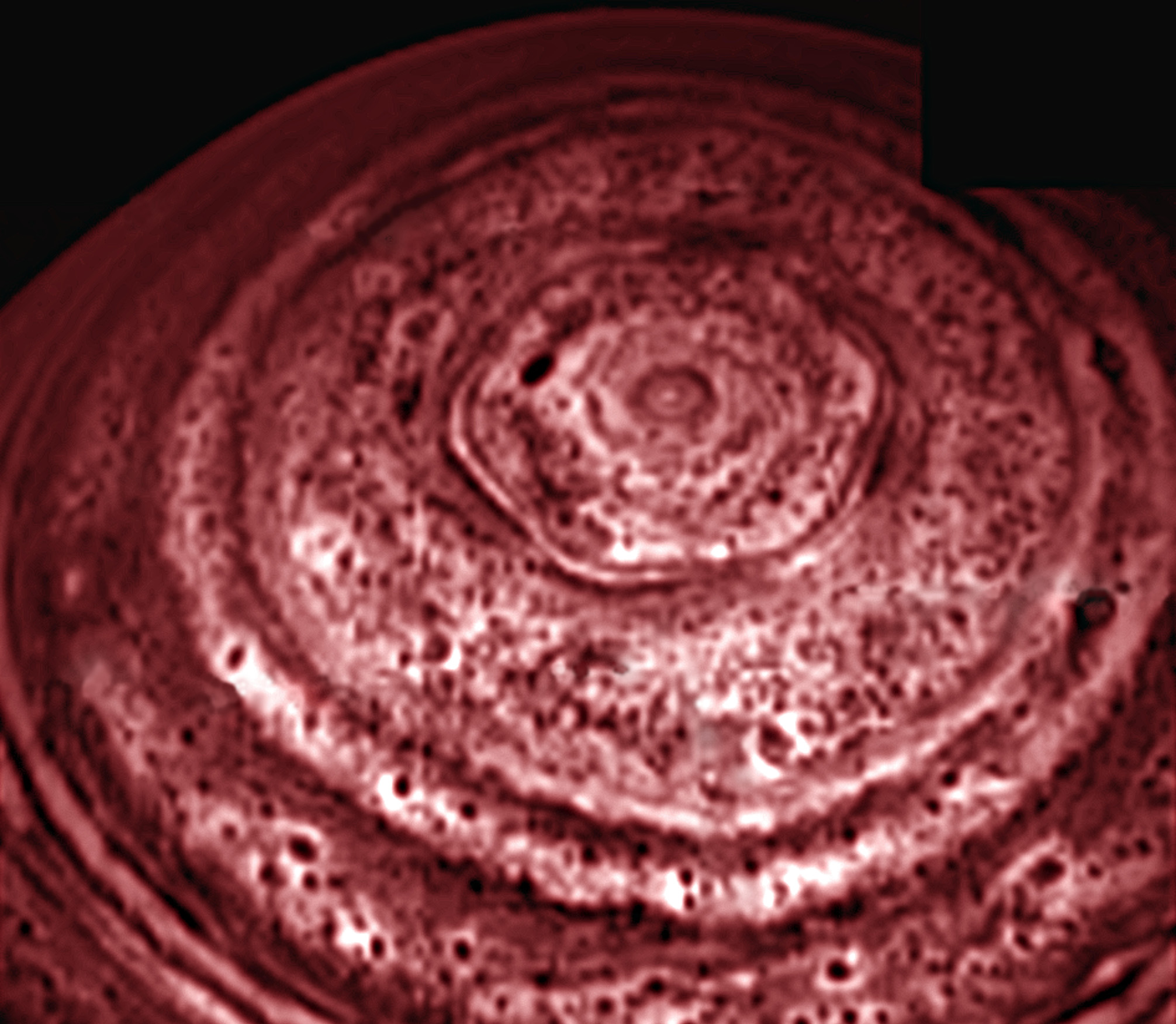
L'esagono a raggi infrarossi, nel 2006.
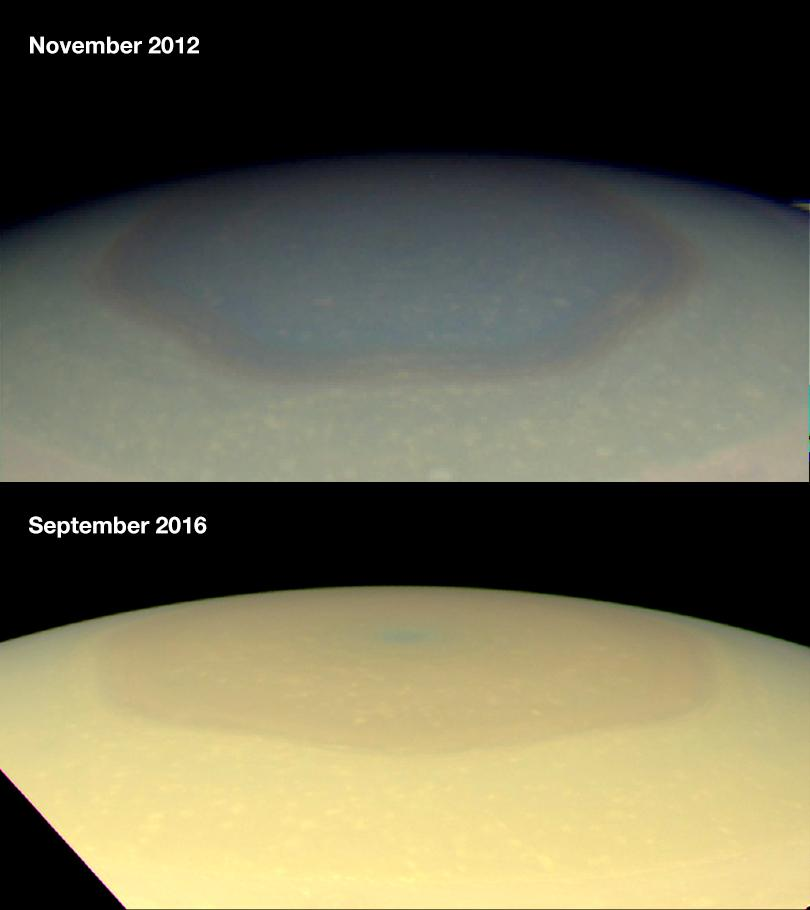
Il cambio di colore dell'esagono di Saturno tra il novembre 2012 e il settembre 2016, come osservato da Cassini.